# Un afer reial
Un afer reial (originalment en suec, En kunglig affär) és una sèrie dramàtica sueca de quatre episodis que es va estrenar a SVT el desembre del 2021, sota la direcció de Lisa James Larsson. La sèrie es basa en el cas judicial conegut com a afer Haijby, en el qual se suposa que el rei Gustav V va tenir una relació homosexual amb Kurt Haijby. El guionista de la sèrie és Bengt Braskered. S'ha subtitulat al català.

## Repartiment

### Papers principals
- Sverrir Gudnason: Kurt Haijby
- Staffan Göthe: rei Gustaf V
- Sanna Krepper: Anna Haijby
- Reine Brynolfsson: Torsten Nothin

### Papers secundaris
- Ann-Sofie Rase: Alice Nothin
- Sven Ahlström: Ernst Wigforss
- Emil Almén: Tage Erlander
- Gustav Levin: Per Albin Hansson
- Tova Magnusson: Gunnel Rytterberg
- Adam Pålsson: advocat Henning Sjöström
- Peter Schildt: príncep Eugeni